# Noah Welch
Noah Paul Welch (* 26. August 1982 in Brighton, Massachusetts) ist ein ehemaliger US-amerikanischer Eishockeyspieler, der im Verlauf seiner aktiven Karriere zwischen 2001 und 2018 unter anderem 75 Spiele für die Pittsburgh Penguins, Florida Panthers, Tampa Bay Lightning und Atlanta Thrashers in der National Hockey League (NHL) auf der Position des Verteidigers bestritten hat. Darüber hinaus verbrachte Welch sieben Spielzeiten in der höchsten schwedischen Spielklasse und feierte dort mit den Växjö Lakers in den Jahren 2015 und 2018 den Gewinn der Schwedischen Meisterschaft.

## Karriere
Noah Welch begann seine Karriere als Eishockeyspieler in der Mannschaft der Harvard University, in der er von 2001 bis 2005 aktiv war. Zuvor war er bereits als High-School-Spieler im NHL Entry Draft 2001 in der zweiten Runde als insgesamt 54. Spieler von den Pittsburgh Penguins ausgewählt worden.
Für die Penguins gab er in der Saison 2005/06 sein Debüt in der National Hockey League (NHL), wobei er in fünf Spielen vier Scorerpunkte erzielte. Den Rest der Spielzeit verbrachte er bei Pittsburghs Farmteam aus der American Hockey League (AHL), den Wilkes-Barre/Scranton Penguins. Am 27. Februar 2007 wurde der Verteidiger im Tausch für Gary Roberts an die Florida Panthers abgegeben, bei denen er die folgenden zwei Jahre in der NHL verbrachte, ehe er die Saison 2008/09 bei deren Ligarivalen Tampa Bay Lightning beendete. Am 13. Juli 2009 erhielt Welch als Free Agent einen Einjahresvertrag bei den Atlanta Thrashers. In seiner ersten Spielzeit in der Organisation der Thrashers ging Welch für deren Farmteam, die Chicago Wolves, aus der AHL aufs Eis. Ende Juni 2010 verlängerten diese seinen Kontrakt um eine weitere Saison, in der Welch weiterhin vorwiegend für die Wolves aktiv war und nebenbei auch zwei NHL-Spiele für die Thrashers absolvierte.
Im Sommer 2011 entschied sich für ein Engagement in Europa und schloss sich dem schwedischen Klub HV71 aus der Elitserien an. Zur Saison 2012/13 wechselte er innerhalb der Liga zu den Växjö Lakers, wo in den folgenden drei Jahren als Assistenzkapitän der Mannschaft fungierte. In der Saison 2014/15 gewann der US-Amerikaner mit den Lakers die Schwedische Meisterschaft und wurde mit der Stefan Liv Memorial Trophy als wertvollster Spieler der Playoffs ausgezeichnet. Im Juni 2015 wechselte er zum Ligakonkurrenten MODO Hockey und übernahm dort in der anschließenden Spielzeit 2015/16 in Vertretung für den verletzten Byron Ritchie zeitweise das Kapitänsamt der Mannschaft. Zur Saison 2016/17 wechselte Welch innerhalb der in Svenska Hockeyligan (SHL) umbenannten höchsten schwedischen Spielklasse zu den Malmö Redhawks. Im September 2017 kehrte er zu den Lakers zurück und gewann mit diesen im Frühjahr 2018 seinen zweiten schwedischen Meistertitel. Anschließend beendete er seine Karriere im Alter von 35 Jahren.

### International
International vertrat er sein Heimatland bei den Olympischen Winterspielen 2018 im südkoreanischen Pyeongchang und belegte dort mit der Mannschaft, die ohne NHL-Spieler antrat, den siebten Platz. In fünf Turnierspielen blieb Welch punktlos und sammelte vier Strafminuten.

## Erfolge und Auszeichnungen
| - 2002 Whitelaw-Cup-Gewinn mit der Harvard University - 2002 ECAC All-Rookie Team - 2002 ECAC Second All-Star Team - 2003 ECAC Second All-Star Team - 2003 NCAA East Second All-American Team - 2004 Whitelaw-Cup-Gewinn mit der Harvard University | - 2005 ECAC First All-Star Team - 2005 NCAA East First All-American Team - 2006 Teilnahme am AHL All-Star Classic - 2015 Schwedischer Meister mit den Växjö Lakers - 2015 Stefan Liv Memorial Trophy - 2018 Schwedischer Meister mit den Växjö Lakers |

## Karrierestatistik

### International
Vertrat die USA bei:
- Olympischen Winterspielen 2018

(Legende zur Spielerstatistik: Sp oder GP = absolvierte Spiele; T oder G = erzielte Tore; V oder A = erzielte Assists; Pkt oder Pts = erzielte Scorerpunkte; SM oder PIM = erhaltene Strafminuten; +/− = Plus/Minus-Bilanz; PP = erzielte Überzahltore; SH = erzielte Unterzahltore; GW = erzielte Siegtore; 1 Play-downs/Relegation; Kursiv: Statistik nicht vollständig)